# Hrvaški Brod
Hrvaški Brod – wieś w Słowenii, w gminie Šentjernej. W 2018 roku liczyła 71 mieszkańców.